# Загальноосвітня школа № 35 (Київ)
Київська середня загальноосвітня школа № 35 — заклад середньої освіти в Святошинському районі м. Києва. Школа заснована у 1976 році.

## Загальна інформація
У закладі працює 78 педагогічних працівників, в тому числі 2 відмінники освіти.
В школі навчається 1242 учнів.
Форма власності — комунальна.
Мова навчання — українська.
Налагоджено творчу співпрацю з педагогічними навчальними закладами. На базі школи проходить педагогічна практика студентів Київських педагогічних коледжів та слухачів Київського міського педагогічного університету ім. Б. Д. Грінченка.
Школа має переможців районних та міських олімпіад, конкурсів, спортивних змагань.
У школі працює: шкільне самоврядування «Поступ», вокальні ансамблі учнів і вчителів, музей бойової слави 206-ї стрілецької дивізії, спортивні секції і гуртки: танцювальні колективи — «Луна», "Весняночки; вокально-хоровий ансамбль «Джерело», футбол, дзюдо, тхеквондо, «Влучний стрілець» та інші; курси іноземних мов, шахів.
Шкільний музей
Школа має власний бойовий музей, в якому є експозиції, серед яких меморіал захисникам Батьківщини СЗШ № 35, 206 стрілецькій дивізії, яка визволяла Київ у 1943 році.
На території школи розташований пам'ятник воїнам 206-ї стрілецької дивізії.

## Дирекція школи
- Зорін Віталій Васильович (Директор школи)
- Ободзінська Людмила Юріївна  (Заступник директора з виховної роботи)
- Корбут Людмила Миколаївна (Заступник директора з навчально-виховної роботи)
- Пономаренко Оксана Михайлівна (Заступник директора з навчально-виховної роботи)
- Коваленко Анна Олександрівна (Заступник директора з навчально-виховної роботи)